# Cynthia Lummis
Cynthia Marie Lummis Wiederspahn, mais conhecida como Cynthia Lummis (Cheyenne, 10 de setembro de 1954) é uma advogada e política estadunidense, servindo como Senadora dos Estados Unidos por Wyoming desde 2021. Sendo integrante do Partido Republicano, Lummis integrou a Câmara dos Representantes dos Estados Unidos pelo estado de Wyoming, entre os anos 2009 a 2017. Ela serviu na Câmara dos Representantes de Wyoming entre 1979 a 1983 e de 1985 a 1993. No Senado de Wyoming, atuou entre os anos de 1993 a 1995. Atuou também como Tesoureira do Estado de Wyoming de 1999 a 2007. 
Lummis foi eleita tesoureira de Wyoming em 1998 e reeleita sem oposição em 2002. Ela presidiu a campanha governamental de Mary Elisabeth Hansen Mead em 1990 e a campanha governamental de Ray Hunkins em 2006. Ela também serviu no comitê de direção presidencial de Robert Joseph Dole em Wyoming, e presidiu a campanha presidencial de Willard Mitt Romney em Wyoming em 2012. 
Lummis tentou ser nomeada para substituir o Senador Craig Thomas, em 2007, porém não obteve sucesso. No ano de 2008 ela foi eleita para suceder Barbara Cubin na Câmara dos Representantes dos EUA, derrotando nas urnas o candidato democrata Gary Trauner. Durante seu mandato na Câmara, ela foi a primeira representante de Wyoming, desde 1941 a servir no Comitê de Agricultura, presidiu o Subcomitê de Ciência sobre Energia, co-presidiu A Comissão Investigativa para Questões das Mulheres. Ela serviu até sua aposentadoria, em 2017 e foi sucedida por Liz Cheney. Após seu mandato na Câmara, Lummis buscou uma posição no gabinete presidencial do então presidente Donald Trump como Secretária do Interior, mas não obteve sucesso. Ela foi eleita para o Senado dos Estados Unidos na eleição de 2020, tornando-se a primeira mulher a representar Wyoming no Senado. Ela votou para rejeitar a certificação dos votos eleitorais da Pensilvânia na eleição presidencial de 2020, que foram estreitamente vencidos por Joe Biden.

## Biografia
Cynthia Marie Lummis nasceu em 10 de setembro de 1954, em Cheyenne, Wyoming, filha de Doran Lummis e Enid Bennett. Ela é descendente de imigrantes alemães e sua família chegou pela primeira vez a Wyoming em 1868. Seu pai presidiu o Partido Republicano do Condado de Laramie e serviu no conselho de comissários do condado. Seu irmão, Del Lummis, também presidiu o Partido Republicano do Condado de Laramie.

## Carreira política
Em 1978, foi eleita deputada estadual do Wyoming, sendo a mais jovem deputada estadual da história do Wyoming, e entre 1993 a 1995 foi senadora estadual.
Em 1998, foi eleita tesoureira do Wyoming, foi reeleita em 2002 e 2004, deixou o cargo em 2007, tomando posse do cargo de representante dos EUA em 3 de janeiro de 2007.
Em 2008, Lummis enfrentou democrata Gary Trauner que já tinha concorrido para o mesmo cargo em 2006, Lummis foi eleita com 52% dos votos.